# 創立
| ウィキペディアには「創立」という見出しの百科事典記事はありません（タイトルに「創立」を含むページの一覧/「創立」で始まるページの一覧）。 代わりにウィクショナリーのページ「創立」が役に立つかもしれません。 |